# Mihaela Loghin
Mihaela Loghin (n. 1 iunie 1952, Roman, Neamț, România) este o fostă atletă română, laureată cu argint la Jocurile Olimpice de vară din 1984 de la Los Angeles, la disciplina de aruncare a greutății.

## Biografie
Prima ei performanță notabilă a fost medalia de argint la Universiada din 1975. La Universiada din 1979 a obținut medalia de bronz.
La Campionatul European de Atletism în sală din 1983 de la Budapesta ea s-a clasat pe locul 4. În anul 1984 a câștigat medalia de argint doar un centimetru în urma nemțoaicei Claudia Losch.
În anul 1986 sportiva a obținut medalia de bronz la Campionatul European în sală de la Madrid. În același an a fost pe locul 8 la Campionatul European în aer liber de la Stuttgart.
Mihaela Loghin este multiplă campioană națională. A stabilit 26 de recorduri naționale și mai este deținătoarea a recordului național cu o aruncare de 21,00 m.
În 1971 a primit titlul de Maestră a Sportului și Maestră Emerită a Sportului în 1994. În 2004 i-a fost conferit Ordinul Meritul Sportiv clasa a II-a.

## Realizări
| An   | Competiție                   | Locație                     | Loc | Note    |
| ---- | ---------------------------- | --------------------------- | --- | ------- |
| 1975 | Universiada                  | Roma, Italia                | 2   | 18,21 m |
| 1977 | Universiada                  | Sofia, Bulgaria             | 5   | 18,02 m |
| 1978 | Campionatul European         | Praga, Cehoslovacia         | 7   | 17,35   |
| 1979 | Universiada                  | Ciudad de México, Mexic     | 3   | 19,41 m |
| 1982 | Campionatul European         | Atena, Grecia               | 8   | 18,91   |
| 1983 | Campionatul European în sală | Budapesta, Ungaria          | 4   | 19,33 m |
| 1983 | Campionatul Mondial          | Helsinki, Finlanda          | 6   | 19,85 m |
| 1984 | Campionatul European în sală | Göteborg, Suedia            | 5   | 19,76 m |
| 1984 | Jocurile Olimpice            | Los Angeles, Statele Unite  | 2   | 20,47 m |
| 1985 | Campionatul European în sală | Atena, Grecia               | 4   | 19,89 m |
| 1986 | Campionatul European în sală | Madrid, Spania              | 3   | 19,07 m |
| 1986 | Campionatul European         | Stuttgart, Germania de Vest | 8   | 19,15 m |
| 1987 | Campionatul Mondial în sală  | Indianapolis, Statele Unite | 7   | 18,44 m |
| 1987 | Campionatul Mondial          | Roma, Italia                | 14  | 19,27 m |

## Recorduri personale
| Probă                       | Performanță | Dată              | Locație   |
| --------------------------- | ----------- | ----------------- | --------- |
| Aruncarea greutății         | 21,00 m RN  | 30 iunie 1984     | Formia    |
| Aruncarea greutății în sală | 20,57 m RN  | 22 februarie 1987 | București |